# Diphasia tropica
Diphasia tropica är en nässeldjursart som beskrevs av Nutting 1904. Diphasia tropica ingår i släktet Diphasia och familjen Sertulariidae. Inga underarter finns listade i Catalogue of Life.